# Corticarina kiymbiae
Corticarina kiymbiae es una especie de coleóptero de la familia Latridiidae.

## Distribución geográfica
Habita en Congo, Kinshasa.